# Calabaria reinhardtii
Pour les articles homonymes, voir Calabar (homonymie).
Sous-famille
Genre
Espèce
Synonymes
- Eryx reinhardti SCHLEGEL 1851
- Calabaria fusca GRAY 1858: 155
- Calabaria fusca GRAY 1858: 301
- Rhoptrura reinhardtii – PETERS 1858
- Eryx (Rhoptrura) Reinhardtii [sic] — FISCHER 1879: 91
- Rhoptrura petiti SAUVAGE 1884: 202
- Calabaria reinhardtii – BOULENGER 1893: 92
- Calabaria reinhardtii – BARBOZA DU BOCAGE 1903
- Calabaria reinhardtii – SCHMIDT 1923: 57
- Charina reinhardtii — KLUGE 1993
- Charina reinhardtii — MCDIARMID, CAMPBELL & TOURÉ 1999: 203
- Calabaria reinhardtii — GOSSMANN et al. 2002
- Calabaria reinhardtii — TRAPE & BALDÉ 2014
- Calabaria reinhardtii — WALLACH et al. 2014: 132
- Calabaria reinhardtii — REYNOLDS & HENDERSON 2018: 23

Statut CITES
Calabaria reinhardtii, unique représentant du genre Calabaria, est une espèce de serpents de la famille des Boidae.  On parle de manière vernaculaire de Calabare de Reinhardt, de Lifouinh (en kroumen, une ethnie de Côte d'Ivoire) ou encore de Python (à tort car ce n'est pas un membre des Pythonidae,) rhinocéros / de Calabare (notamment en terrariophilie). Notons que l'on parle aussi d'un membre des  Calabariidae.  

## Description et identification
Ce serpent reste assez simple d'identification, du fait d'une relative singularité phénotypique. La coloration d'ensemble est un brun rougeâtre avec des taches irrégulières claires, voire quelques écailles dispersées blanc nacré. L'extrémité de la queue est sombre et avec des zones plus jaunâtres. Cette queue ainsi que la tête sont comme émoussées. La taille maximale est de 100 cm et la longueur moyenne des adultes est de 60 cm. Il est fouisseur, a des mœurs crépusculaires ou nocturnes et sort fréquemment après la pluie. Il se nourrit surtout d'arthropodes (insectes, myriapodes et arachnides). Il y a 8 labiales (donc des écailles au niveau des lèvres) supérieures, parfois 7, les troisième et quatrième étant en contact avec l'œil.

## Répartition
Cette espèce se rencontre en Sierra Leone, au Liberia, en Côte d'Ivoire, au Ghana, au Togo, au Bénin, au Nigeria, en Cameroun, en Centrafrique, au Gabon, au Congo-Brazzaville et au Congo-Kinshasa.

## Étymologie
Le nom de cette espèce est dédié à l'herpétologiste danois Johannes Theodor Reinhardt (1816-1882).

## Publications originales
- Schlegel, 1848 : Description d’une nouvelle espèce du genre Eryx, Eryx reinhardtii. Bijdragen tot de Dierkunde, vol. 1, p. 1-3.
- Gray, 1858 : Description of a new genus of Boidae from Old Calabar and a list of W. African Reptiles. Proceedings of the Zoological Society of London, vol. 1858, p. 154-167 (texte intégral).